# Catherine Chikwakwa
Catherine Chikwakwa (sinh ngày 24 tháng 7 năm 1985 ở Blantyre) là một vận động viên chạy đường dài người Malawi. Cô đã đại diện cho đất nước của mình tại cả Thế vận hội Mùa hè 2000 và Thế vận hội Mùa hè 2004, cũng như một số kì Đại hội thể thao Khối Thịnh vượng chung. Cô là người giành huy chương bạc 5000 mét tại Giải vô địch điền kinh trẻ thế giới 2004, được tổ chức tại Grosseto, Ý.

## Sự nghiệp điền kinh
Năm 15 tuổi,Chikwakwa đã được chọn thi đấu cho đội tuyển của Malawi tại Thế vận hội Mùa hè 2000 ở Sydney, Úc. Cô ấy đã không vượt qua vòng đầu tiên, kết thúc với vị trí thứ 15 tại vòng loại trực tiếp. Tương tự với Thế vận hội 2002, cô là vận động viên nữ duy nhất thi đấu cho đội tuyển Malawi tại Đại hội thể thao Khối Thịnh vượng chung 2002 ở Manchester, Anh. Cô ấy là một trong 17 vận động viên từ nhiều quốc gia đã ăn trưa với Nữ hoàng Elizabeth II, Chikwakwa sau đó nói "Bà ấy hỏi về nhà của tôi, và gia đình tôi, và quá trình huấn luyện của tôi. Bà ấy nói bà thích nói chuyện với những người trẻ tuổi. Cô đã cán đích thứ 13 trong số 16 vận động viên ở trận chung kết chạy 5000 mét.
Cùng năm đó, Chikwakwa là người Malawia duy nhất tự động đủ điều kiện tham gia một trận đấu Olympic khi cô đặt thời gian 15 phút và 31 giây nội dung 5000 mét. Năm 2003, cô đã giành được huy chương đầu tiên cho Malawi tại giải điền kinh quốc tế, khi cô về nhì ở nội dung 5000 mét tại Giải vô địch điền kinh trẻ thế giới năm 2004 ở Grosseto, Ý. Cô đã thi đấu một lần nữa tại Thế vận hội Mùa hè 2004 ở Athens, Hy Lạp. Cô ấy đứng thứ 15 trong vòng loại trực tiếp thứ hai, không đủ điều kiện cho trận chung kết.
Có quá nhiều tranh cãi trong quá trình tuyển chọn Đại hội thể thao Khối Thịnh vượng chung 2006, mặc dù có lời kêu gọi từ Bộ trưởng Bộ Thể thao Jaffalie Mussa để đưa Chikwakwa vào đội, cô đã không được chọn. Vào năm 2012, cô tuyên bố rằng cô đang làm việc để đủ điều kiện tham gia Đại hội thể thao Khối Thịnh vượng chung 2014.

## Cuộc sống cá nhân
Năm 2008, cô gia nhập Quân đội Anh và bắt đầu làm việc hướng tới quyền công dân. Chikwakwa đã cân nhắc tìm cách đại diện cho Vương quốc Anh tham gia môn điền kinh, nhưng thay vào đó cô vẫn ở lại với đội Malawi. Cô cư trú tại Edinburgh với người chồng Remus Chunda, người mà cô kết hôn năm 2005 và cùng nhau có hai đứa con Romulus Chunda và Tiffany Chunda.

## Thành tích
| Năm                 | Giải đấu                   | Địa điểm            | Thứ hạng            | Nội dung            | Chú thích           |
| Representing Malawi | Representing Malawi        | Representing Malawi | Representing Malawi | Representing Malawi | Representing Malawi |
| ------------------- | -------------------------- | ------------------- | ------------------- | ------------------- | ------------------- |
| 2001                | World Youth Championships  | Debrecen, Hungary   | 7th                 | 3000 m              | 9:35.41             |
| 2002                | Commonwealth Games         | Manchester, Anh     | 13th                | 5000 m              | 15:56.71            |
| 2004                | World Junior Championships | Grosseto, Italy     | 2nd                 | 5000 m              | 15:36.22            |